# ألبرت سافاج
ألبرت سافاج (بالإنجليزية: Albert Savage)‏ (1 يناير 1888 بورك في المملكة المتحدة - ) هو لاعب كرة قدم بريطاني (وحمل سابقاً جنسية المملكة المتحدة لبريطانيا العظمى وأيرلندا) في مركز الهجوم. لعب مع ستوك سيتي ونونيتون بورو ‏.